# Engelbert Dollfuß
Engelbert Dollfuß (født 4. oktober 1892 i Texing i Niederösterreich, død 25. juli 1934 i Wien) var en østrigsk kansler.
Han var Østrigs forbundskansler og diktator (1932 – 34). Østrig blev herefter et fascistisk diktatur. Benito Mussolini var hans forbillede. I 1934 blev han myrdet af otte østrigske nazister i kanslerbygningen i Wien.

## Karriere
Dollfuss tog juraeksamen fra Wiens Universitet og studerede nationaløkonomi i Berlin. Han søgte hvervning inden for det alpine Kaiserschützenregiment. Han kæmpede med fremgang i 1. verdenskrig, hvor han blev såret og holdt som krigsfange i Italien 1918. I 1920'erne vendte han sig mod politik og steg hurtigt inden for det regerende kristeligt-sociale parti, for hvilket han fik en række poster. I 1930 udnævntes han til leder af ÖBB og indtrådte året efter i regeringen som skov- og landbrugsminister.
Efter indre uroligheder, som førte til Karl Bureschs afgang, tiltrådte Dollfuss 39 år gammel som forbundskansler for en svag majoritetsregering bestående af de kristeligt-sociale, agrare Landbund og højreekstreme Heimwehr. (Socialdemokraterne havde krævet nyvalg, hvilket måske havde berøvet de konservative kanslerposten). Regeringspartierne havde kun 83 mandater af 165 i nationalrådet og var afhængig af Dollfuss egen stemme for at sikre majoriten.

## Østrigs diktator
Efter Hitlers magtovertagelse i Tyskland i januar 1933 kulminerede den politiske uro, og de østrigske nazister (DNSAP) krævede mere eller mindre åbent landets tilslutning til Tyskland. Efter at nationalrådets samtlige talsmænd ved en parlamentarisk krise i marts var afgået for at berøve regeringens majoritet (manglen på talsmænd gjorde konstitutionelt parlamentet magtløst), lod Dollfuss med støtte fra præsident Wilhelm Miklas udforme et dekret, som erklærede parlamentet sat ud af spillet. Det fuldbyrdedes af politistyrker efter sessionens afslutning. Tre måneder efter demokratiets fald, i juni 1933, udformedes et regelret forbud mod nazistpartiet. Socialdemokraterne, som havde udrustet egne skytteenheder, blev knust efter nogle dages kaotiske gadekampe (Den østrigske borgerkrig) i februar følgende år, hvorpå Dollfuss etablerede et diktatur med støtte fra det fascistiske Italiens diktator Mussolini. Løftet om at bevare landets selvstændighed gjorde, at oppositionen forholdt sig passiv, da alle de politiske partier erstattedes med en af Dollfuss oprettet masseorganisation, Vaterländische Front (VF).
Den 1. maj 1934 udformede Dollfuss' regering en ny forfatning (Maiverfassung), som forvandlede landet til en Ständesstaat efter korporative og fascistiske forbilleder forenede med autoritær katolicisme. Den 25. juli såredes han dødeligt i et nazistisk angreb på forbundskancelliet ("Julikuppet") og efterfulgtes nogle dage senere af Kurt Schuschnigg, efter at en forventet tysk invasion var blevet forhindret, da Mussolini truede med krig, hvis Schuschnigg blev styrtet. Attentatmændene, som efter den tyske invasion i 1938 gjordes til nazistiske martyrer, dømtes til døden og henrettedes ved hængning.